# Selección femenina de hockey sobre hielo de España

Bandera actual de España.

La Selección española de hockey hielo femenino representa a España en la IIHF World Women's Championships de la IIHF International Ice Hockey Federation. La selección está controlada por la Federación Española de Deportes de Hielo. Hoy en día, 2013, España tiene 83 jugadoras federadas. La Selección española de hockey hielo femenino ocupa el puesto 35 en el ranking mundial.

## Historia
La Selección española de hockey hielo femenino tuvo su debut internacional en Cergy, Francia, donde perdieron el primer partido de la ceremonia de apertura el 21 de mayo de 2009 contra la selección Baviera, con un resultado de 1 a 10. El mismo día, celebraron también su primera victoria contra las Lady Panthers Grefrath por 4-0. 
En el 2009, la Selección española de hockey hielo femenino iba a participar por primera vez en una competición mundial pero el evento 2009 World Women's Championship Division V no se llegó a disputar porque fue cancelado. Las razones parecen ser múltiples. Ningún país quería asumir los costes económicos del campeonato. 
El debut de la Selección española de hockey hielo femenino en un mundial fue en 2011 con la 2011 Women's World Ice Hockey Championships. El torneó agrupó a las selecciones de Bulgaria, Irlanda, Polonia y Turquía en la División V del 14 al 20 de marzo de 2011 en Sofía, Bulgaria.
- 15 de marzo: España 7–0 Turquía[5]
- 16 de marzo: España 7–0 Bulgaria[6]
- 18 de marzo: Polonia 5–4 España[7]
- 19 de marzo: España 14–0 Irlanda[8]

En el 2012 la Selección participó en su segunda competición mundial (2012 Women's World Ice Hockey Championships Division IIB)  en Seúl, Corea del Sur, del 10 al 16 de marzo de 2012 donde obtuvo la medalla de plata.
- 10 de marzo: España 3 - 4 Polonia[10]
- 11 de marzo: Sudáfrica 0 - 12 España[10]
- 13 de marzo: Corea del Sur 1 - España 3[10]
- 15 de marzo: España 1 - Bélgica 0[10]
- 16 de marzo: Islandia 0 - España 3[10]

## Registro en competiciones internacionales
- 2009 – División IV cancelada
- 2011 – Puesto 32 ( 2ª de la división IIB).
- 2012 – Puesto 27 (2ª de la división IIB).

## Registro olímpico
La selección española de hockey hielo femenino nunca se ha clasificado para una competición olímpica aunque participó en el 2012 en una ronda clasificatoria para las Olimpiadas de Sochi 2014.

## Convocatoria 2015 - Universiadas Granada 2015
| Number | Player           | Club                         |
| ------ | ---------------- | ---------------------------- |
| 1      | Carlota Alvarado | ASME Barcelona Ice Blue Cats |
| 20     | Oihane Tedone    | Kazkabarra                   |

| Number | Player                  | Club                         |
| ------ | ----------------------- | ---------------------------- |
| 2      | Isabel Garcia Lorenzana | SAD Majadahonda              |
| 3      | Mireya Fabo             | CH Jaca                      |
| 4      | Luna Sainz              | SAD Majadahonda              |
| 5      | Gemma Ortiz             | ASME Barcelona Ice Blue Cats |
| 8      | Patricia Estirado       | SAD Majadahonda              |
| 11     | Ana Castillejo          | ASME Barcelona Ice Blue Cats |
| 12     | Raquel Álvarez          | SAD Majadahonda              |
| 13     | Jana Raventos           | ASME Barcelona Ice Blue Cats |
| 14     | Leticia Abrisqueta      | Sumendi                      |
| 24     | Elena Álvarez           | SAD Majadahonda              |

| Number | Player              | Club                         |
| ------ | ------------------- | ---------------------------- |
| 6      | Patricia Garcia     | SAD Majadahonda              |
| 7      | Laura Rebolledo     | SAD Majadahonda              |
| 10     | Claudia De la Pompa | SAD Majadahonda              |
| 15     | Irene Senac         | SAD Majadahonda              |
| 16     | Ines Almendro       | SAD Majadahonda              |
| 18     | Vanesa Abrisqueta   | Sumendi                      |
| 21     | Carmen Rivera       | Steel Acorns de Valdemoro    |
| 22     | Tamara Grande       | ASME Barcelona Ice Blue Cats |
| 23     | Alba Calero         | ASME Barcelona Ice Blue Cats |

## Equipo Técnico
- Primer Entrenador:  Juan Bravo
- Segundo Entrenador: Oscar Vazquez Nueda
- Utillero: Enrique Espino
- Utillero: Raul Liebana
- Responsable:  Iñigo Kortabitarte
- Médico: Susana Ruano
- Jefe de equipo: Txus Martin